# Bombe

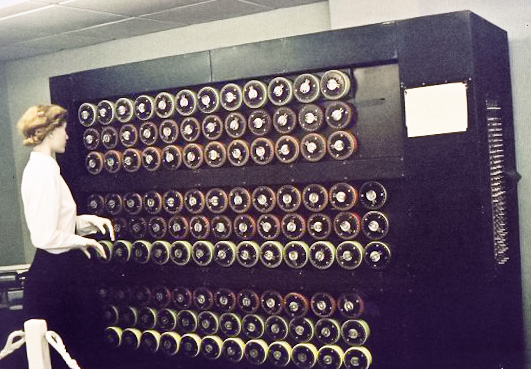
El Bombe replicaba la acción de varias máquinas Enigma cableadas una con la otra. Cada uno de los rápidos tambores rotativos se aprecian en la imagen de arriba de una maqueta en el museo Bletchley Park del enigma. Hay 36 equivalentes al Enigma y, en el extremo derecho de la fila de en medio, tres tambores "indicadores"

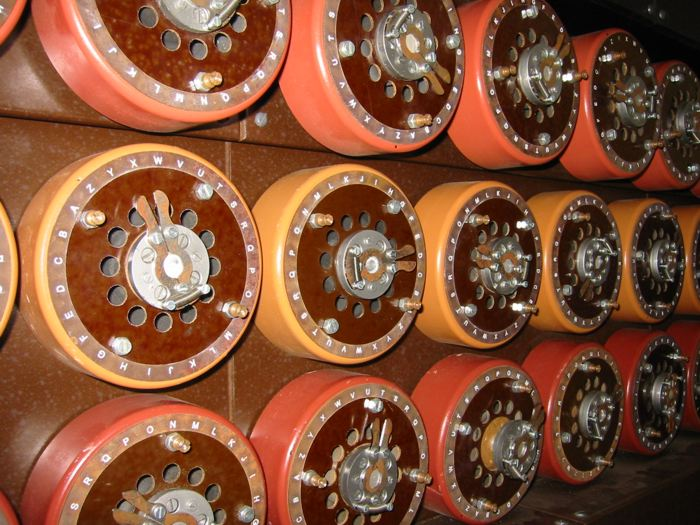
Réplica de una máquina Bombe

El Bombe era un dispositivo electromecánico (un ordenador de uso específico) usado por los criptólogos británicos para ayudar a descifrar las señales cifradas por la máquina alemana Enigma durante la Segunda Guerra Mundial. La Armada y el Ejército de los Estados Unidos produjeron máquinas con la misma especificación funcional, pero diseñadas de una manera diferente.
El diseño inicial del Bombe fue producido en 1939 en el Government Code and Cypher School en Bletchley Park por Alan Turing, con un importante refinamiento ideado por Gordon Welchman. El diseño de ingeniería y la construcción fue el trabajo de Harold Keen de la British Tabulating Machine Company. Era un desarrollo substancial de un dispositivo que había sido diseñado en 1938 por el criptologista polaco Marian Rejewski del Biuro Szyfrów, y conocido como la «bomba criptológica» (del polaco: "bomba kryptologiczna").
La función del Bombe era descubrir algunos de los ajustes diarios de las máquinas Enigma en las diversas redes militares alemanas: específicamente, el conjunto de rotores en uso y sus posiciones en la máquina; los ajustes de los anillos del alfabeto y uno de los cableados del plugboard.